# La noche en Paz
La noche en paz fue una gala musical española, de carácter anual, que produjo Alba Adriática para Telecinco en su programación especial de Navidad. Fue estrenada en la Nochebuena del 24 de diciembre de 2009, tras el discurso navideño de Juan Carlos I de España (posteriormente, Felipe VI), y presentado por Paz Padilla y Joaquín Prat, acompañados por numerosos copresentadores. Tuvo una duración aproximada de 5 horas y 35 minutos, en Nochebuena y de 5 horas y cinco minutos en Nochevieja.
En este programa musical acogieron las particulares actuaciones de conocidos artistas nacionales e internacionales, rostros de Telecinco y famosos actores del panorama audiovisual.

## Historia
En noviembre de 2009, Telecinco y la productora de José Luis Moreno (Alba Adriática) se unieron para la creación de La noche en Paz, un proyecto musical para la Nochebuena de 2009, con la intención de rellenar el vacío que dejó el especial navideño de Camera Café y Escenas de matrimonio, la serie de matrimoniadas que emitió la cadena en un especial en la Navidad anterior. Así, el 20 de noviembre de 2009, dio comienzo la grabación de esta gala de Nochebuena que fue producida durante dos jornadas.
La noche en Paz presentado por Joaquín Prat y Paz Padilla fue estrenada en Telecinco el 24 de diciembre de 2009, a las 21:15 horas, tras el discurso del Rey Juan Carlos I de España. Se estrenó con acierto en el acess prime-time del jueves con más de 1,7 millones y 17,3% de share.
Visto el debut que cosechó esta edición especial en la Nochebuena de 2009, el grupo de comunicación confío una vez más en el productor José Luis Moreno, llegando a alcanzar un acuerdo para la producción de la gala La Noche en Paz para la Nochebuena de 2010. Un año más, este especial volvió a dar una grata sorpresa a Telecinco ya que el programa de Joaquín Prat y Paz Padilla consiguió mantenerse en espectadores respecto a la gala anterior, aunque en share bajó casi un punto. Aun así, sedujo a más de 1,5 millones de espectadores y el 16,2% de audiencia, un público fiel durante sus más de cuatro horas de emisión. Aunque bajó su dato del año anterior, cabe destacar que mantuvo una cara a cara con la competencia ya que estuvo cerca de las tres décimas que ganó La 1 con su especial de Cuéntame como pasó (1.775.000 y 16,5%).
El 27 de octubre de 2011, varios portales de internet se hicieron eco de la producción de La noche en Paz por tercer año consecutivo en la cadena generalista de Mediaset España. Así, Telecinco decidió confiar una vez más en la pareja formada por Joaquín Prat y Paz Padilla. En este especial hubo más de una veintena de artistas conocidos tanto del panorama nacional como internacional, entre ellos Paulina Rubio, Ara Malikian o Flo Rida.
Por tercera vez, Mediaset España produciría una gala especial de La noche en paz para la noche de Fin de Año de 2011, ya que en sus anteriores programas fueron repetidos esa fecha con los recuerdos de las mejores actuaciones de las nochebuenas de años anteriores.
Mediaset España, el grupo de comunicación al que pertenece Telecinco, confió de nuevo para 2012 en la productora Alba Adriática y en sus respectivos programas de Navidad. La productora se encargó de grabar las dos galas navideñas a mediados de noviembre de 2012. Las galas tuvieron una duración de más de 4 horas, así que, como en años anteriores, ocuparon gran parte de la franja de madrugada para celebrar, animar y entretener al público en las noches de Navidad y Año Nuevo.
Tras su éxito, Telecinco y la productora Alba Adriática anunciaron que iban a confiar de nuevo para 2013 en La noche en Paz y el Año en Paz con los mismos presentadores de las cuatro temporadas anteriores, Paz Padilla y Joaquín Prat, y que las galas se comenzarían a grabar el 4 de diciembre de 2013 para emitirse en los días de Nochebuena y de Nochevieja en la franja del prime-time y parte de la madrugada con una duración de 5 horas aproximadamente.
El programa se siguió emitiendo desde 2009 y hasta 2016 con buenos datos de audiencia los días 24 y 31 de diciembre de cada año. Sin embargo, a finales de junio de 2017, tras nueve temporadas en antena, saltó la noticia de que el grupo Mediaset España no volvería a contar con el productor José Luis Moreno para las galas de Navidad de este 2017, por lo que la última emisión del programa fue el 31 de diciembre de 2016.

## Equipo
- Producción: Alba Adriática.
- Dirección y coordinación: José Luis Moreno.

### Presentadores
- 2009-2016: Paz Padilla.
- 2009-2016: Joaquín Prat.